# John Krasinski
John Burke Krasinski (Newton, Massachusetts, SAD, 20. listopada 1979.) je američki glumac, redatelj i scenarist. Najpoznatiji je po ulozi Jima Halperta u TV seriji U uredu. U njoj je osim glume, sudjelovao u režiji i scenariju nekih epizoda.

## Karijera

### Počeci
Krasinski je rođen u Newtonu kao dijete američkog Poljaka, doktora interne medicine Ronalda Krasinskog te majke Mary Clare (rođ. Doyle) koja je irskog podrijetla. Glumac ima dvojicu braće, Kevina i Paula a svi su odgajani u rimokatoličkoj obitelji.
Na uglednom Brown University studirao je kazališnu glumu pod mentorstvom Johna Emigha i Lowryja Marshalla. Tijekom boravka na tom sveučilištu, bio je član komičarske skupine Out of Bounds a diplomirao je 2001. godine. Nakon toga pohađao je Nacionalni kazališni institut u Connecticutu a poslije i njujorški The Actors Center te engleski Royal Shakespeare Company.

### Filmska i televizijska karijera
Poslije diplome na Brownu, Krasinski odlazi u New York gdje započinje glumačku karijeru, pojavljujući se najprije u reklamama te u gostujućim ulogama u TV emisijama a radio je i kao konobar.
Krasinski se 2004. godine nakon manjih filmskih i televizijskih uloga, prijavljuje na audiciju za američku adaptaciju britanske humoristične TV serije U uredu. Prošavši audiciju, dobio je glavnu ulogu Jima Halperta, prodavača papira u lokalnoj tvrtci Dunder Mifflin iz Scrantona u Pennsylvaniji. Samom glumcu je u početku ponuđena uloga Dwighta Schrutea, međutim on ju je odbio zbog želje da glumi Jima. Tu ulogu je tumačio svih devet sezona koliko se ona snimala, sve do finalne epizode u svibnju 2013. Osim kao glumac, John je u seriji sudjelovao i kao redatelj i scenarist nekih epizoda.
Glumac se pojavljivao i u epizodnim ulogama kriminalističkih serija Zakon i red: Zločinačke nakane te CSI: Las Vegas. Uz Georgea Clooneyja i Renée Zellweger je 2008. glumio u sportskoj komediji Prljava igra o počecima razvoja američkog nogometa u SAD-u. Iste godine imao je glavnu ulogu u drami Novi život koju je režirao oskarovac Sam Mendes.
2009. je režirao i napisao scenarij niskobudžetnog filma Kratki razgovori s prikrivenim čovjekom. Drama je imala premijeru na Sundance filmskom festivalu te je ušla u uži izbor filmova za nagradu žirija.
Zajedno s Mattom Damonom je napisao scenarij za psihološku dramu Obećana zemlja u kojoj su obojica tumačili glavne uloge. Krasinski je bio kandidat za glavnu ulogu Kapetana Amerike u akcijskom filmu Kapetan Amerika: Prvi osvetnik, međutim, tu ulogu je kasnije dobio Chris Evans.

### Ostali rad
Počevši od ožujka 2006., Johnov glas pripovjedača se pojavljuje u reklamama za Ask.com, Apple TV, Verizon Wireless, Esurance, BlackBerry Storm, My Coke Rewards, Carnival Cruise Line te GAP dok je 2012. počeo najavljivati dokumentarnu seriju Head Games na Discovery Channel.
U travnju 2011. je s kolegom Alecom Baldwinom glumio u reklamnoj kampanji MLB-a gdje su obojica tumačila navijačke rivale New York Yankeesa i Boston Red Soxa.

## Privatni život
Krasinski je prijatelj s B.J. Novakom još od srednjoškolskih dana te su obojica zajedno maturirali 1997. Kasnije je prijateljstvo preraslo u poslovnu suradnju kao primjerice U uredu.
Glumac je dodatni publicitet stekao donacijom studentskoj organizaciji ScholarMatch za financiranje studenata iz San Francisca.
U studenom 2008. Krasinski je počeo hodati s engleskom glumicom Emily Blunt a par se vjenčao 10. srpnja 2010. u privatnoj ceremoniji u talijanskom Comu. Među poznatim uzvanicima bili su George Clooney, Matt Damon, Jimmy Kimmel, Stanley Tucci, David Schwimmer i Meryl Streep.
Po političkom usmjerenju, John Krasinski je demokrat te je 21. svibnja 2012. zajedno s kolegama Mattom Damonom i Benom Affleckom prikupljao donacije u kalifornijskoj Santa Monici za Elizabeth Warren koja se kandidirala za demokratsku senatoricu iz Massachusettsa.

## Filmografija
| Godina | Film                                      | Hrv. prijevod                     | Uloga                      | Bilješke |
| ------ | ----------------------------------------- | --------------------------------- | -------------------------- | --- |
| 2000.  | State and Main                            | ???                               | Sučev asistent             | Nepotpisan. |
| 2002.  | Fighting Still Life                       | ???                               | Tyler                      | |
| 2002.  | Alma Mater                                | ???                               | Prvi kandidat Flea Cluba   | |
| 2004.  | Kinsey                                    | Kinsey                            | Ben                        | |
| 2004.  | Taxi                                      | ???                               | Treći glasnik              | |
| 2005.  | Duane Hopwood                             | ???                               | Duane Hopwood              | |
| 2005.  | Jarhead                                   | Gušteri                           | Kaplar Harrigan            | |
| 2006.  | The Magic Roundabout                      | ???                               |                            | Glasovna uloga u animiranom filmu.                                                                                                   |
| 2006.  | For Your Consideration                    | ???                               | Službenik                  | |
| 2006.  | Dreamgirls                                | ???                               | Sam Walsh                  | |
| 2006.  | The Holiday                               | Ljubav i praznici                 | Ben                        | |
| 2007.  | A New Wave                                | ???                               | Gideon                     | |
| 2007.  | Smiley Face                               | ???                               | Brevin                     | |
| 2007.  | Shrek the Third                           | Shrek Treći                       | Sir Lancelot               | Glasovna uloga u animiranom filmu.                                                                                                   |
| 2007.  | License to Wed                            | Dozvola za vjenčanje              | Ben Murphy                 | |
| 2008.  | Leatherheads                              | Prljava igra                      | Carter Rutherford          | |
| 2009.  | Brief Interviews with Hideous Men         | ???                               | Ryan                       | Osim glume, Krasinski je film režirao i napisao scenarij. Drama je bila nominirana za nagradu žirija na Sundance filmskom festivalu. |
| 2009.  | Monsters vs. Aliens                       | Čudovišta protiv izvanzemaljaca   | Cuthbert                   | Glasovna uloga u animiranom filmu.                                                                                                   |
| 2009.  | Away We Go                                | Novi život                        | Burt Farlander             | |
| 2009.  | It's Complicated                          | Previše je složeno                | Harley                     | |
| 2011.  | Something Borrowed                        | Nešto posuđeno                    | Ethan                      | |
| 2011.  | The Muppets                               | Muppeti                           |                            | Cameo uloga. |
| 2012.  | Big Miracle                               | Veliko čudo                       | Adam Carlson               | |
| 2012.  | Nobody Walks                              | ???                               | Peter                      | |
| 2012.  | Promised Land                             | Obećana zemlja                    | Dustin Noble               | Osim glume, Krasinski je film režirao i napisao scenarij.                                                                            |
| 2013.  | Monsters University                       | Čudovišta sa sveučilišta          | Zastrašujući Frank McCay   | Glasovna uloga u animiranom filmu.                                                                                                   |
| 2013.  | The Wind Rises                            | Vjetar se diže                    | Honjo                      | Glasovna uloga u animiranom filmu, prijevod na engleski                                                                              |
| 2014.  | The Prophet                               | ???                               | Halim                      | Glasovna uloga u animiranom filmu |
| 2015.  | Aloha                                     | Aloha                             | John Woody Woodside        | |
| 2016.  | 13 Hours: The Secret Soldiers of Benghazi | 13 sati: tajni vojnici Benghazija | Jack Silva                 | |
| 2016.  | The Hollars                               | Obitelj Hollar                    | John Hollar                | Također i redatelj i producent |
| 2016.  | Past Forward                              | ???                               | Man No. 1                  | Kratki film |
| 2017.  | Born in China                             | ???                               | Narator                    | Glasovna uloga |
| 2017.  | Animal Crackers                           | Magični cirkus                    | Owen Huntington            | Glasovna uloga u animiranom filmu |
| 2017.  | Detroit                                   | Detroit                           | Norman Lippitt             | |
| 2018.  | A Quiet Place                             | Mjesto Tišine                     | Lee Abbott                 | Također i redatelj i producent |
| 2018.  | Next Gen                                  | Nova generacija                   | 7723                       | Glasovna uloga u animiranom filmu |
| 2020.  | A Quiet Place Part II                     | Mjesto Tišine II                  | Lee Abbott                 | Također i redatelj i producent |
| 2021.  | Free Guy                                  | Free Guy                          | Silhouetted Gamer          | Glasovna uloga, cameo |
| 2022.  | DC League of Super-Pets                   | ???                               | Kal-El/Clark Kent/Superman | Glasovna uloga u animiranom filmu; u produkciji                                                                                      |
| 2023.  | Imaginary Friends                         | ???                               | TBA                        | Također i redatelj, pisac i producent; u razvoju                                                                                     |
|        |                                           |                                   |                            | |

### Televizija
| Godina        | Film                           | Hrv. prijevod                  | Uloga                                      | Bilješke |
| ------------- | ------------------------------ | ------------------------------ | ------------------------------------------ | --- |
| 2003.         | Ed                             | Ed                             | Process Server                             | Uloga u epizodi Good Advice |
| 2004.         | Law & Order: Criminal Intent   | Zakon i red: Zločinačke nakane | Jace Gleesing                              | Uloga u epizodi Mad Hops |
| 2005.         | CSI: Crime Scene Investigation | CSI: Las Vegas                 | Lyle Davis                                 | Uloga u epizodi Who Shot Sherlock |
| 2005.         | Without a Trace                | Bez Traga                      | Curtis Horne                               | Uloga u epizodi The Bogie Man |
| 2005. – 2013. | The Office                     | U uredu                        | Jim Halpert                                | Dvije nagrade Screen Actors Guild Award za najbolje humoristične serije (2006. i 2007.) Dvije nominacije za Screen Actors Guild Award u kategoriji najbolje humoristične serije (2008. i 2009.) |
| 2006.         | American Dad!                  | ???                            | Gilbert                                    | Glasovna uloga u epizodi Irregarding Steve |
| 2012.         | 30 Rock                        | Televizijska posla             | Sam sebe                                   | Uloga u epizodi The Ballad of Kenneth Parcell |
| 2012.         | Head Games                     | ???                            | Narator                                    | Glasovna uloga u tri epizode |
| 2013.         | Arrested Development           | Prikraćeni                     | Spyder Foode                               | Uloga u epizodi The B. Team |
| 2014. – 2015. | BoJack Horseman                | BoJack Horseman                | Tajništvo                                  | Glasovna uloga u epizodama Later i The Shot |
| 2015.         | Lip Sync Battle                | Lip Sync Battle                | Sam sebe                                   | U epizodi John Krasinski vs. Anna Kendrick |
| 2016.         | Robot Chicken                  | Robot Chicken                  | Komercijalni direktor/Mike Brady/Doc Brown | Glasovne uloge u epizodi Secret of the Flushed Footlong |
| 2018. – 2023. | Jack Ryan                      | Jack Ryan                      | Jack Ryan                                  | Glavna uloga |
| 2021.         | Saturday Night Live            | Saturday Night Live            | Sam sebe                                   | Domaćin, epizoda John Krasinski/Machine Gun Kelly |

## Vanjske poveznice
- Profil glumca na IMDB.com